# 弗里德里希·恩格斯 (工厂主)

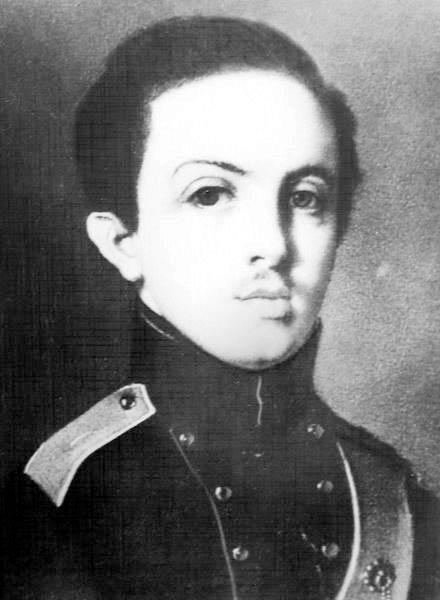
1818年初，弗里德里希·恩格斯在杜塞尔多夫担任第7骑兵炮兵旅的志愿炮兵。海因里希·克里斯托夫·科尔贝的绘画。

弗里德里希·恩格斯（德語：Friedrich Engels；1796年5月12日—1860年3月20日）是普鲁士王国的一个纺织业工厂主。他出生于巴门（今德国伍珀塔尔的一部分），并在巴门去世。他与妻子伊丽泽·恩格斯生下马克思主义创始人之一弗里德里希·恩格斯。